# Kreidler Supermoto
Die Kreidler Supermoto 125 ist ein 125er-Motorrad mit 4-Takt-Motor und 12 PS. Es erschien 2004 und war damit nach längerer Zeit das erste Motorrad des heute auf Fahrräder und Roller spezialisierten deutschen Unternehmens. Es handelt sich dabei um das erfolgreichste Motorradmodell, das Kreidler nach dem Wiederaufleben der Motorradsparte an den Markt gebracht hat. Im Bereich der Leichtkrafträder hat es in Deutschland einen Marktanteil von fünf Prozent.